# Slot Baarland
Slot Baarland is een voormalig kasteel te Baarland, gelegen aan Slotstraat 7.

## Geschiedenis
De ontstaansgeschiedenis van het kasteel is niet geheel vastgesteld. Waarschijnlijk werd het in de 14e eeuw gebouwd voor de familie Van Renesse, die ook het nabijgelegen Kasteel Hellenburg bezat. Het kasteel was de zetel van de heerlijkheid Baarland, welke vanouds ook heerste over Bakendorp, dat later door de zee werd verzwolgen.
Tot de heren van Baarland behoorde het geslacht Van Baarland. Ene Hugo van Baarland was betrokken bij de moord op graaf Floris V (1296). Daarna kwam de heerlijkheid aan Aleid van Henegouwen, die gehuwd was met Wolfert I van Borselen. Dit geslacht bleef lange tijd heer van Baarland. In 1480 was Wolfert VI van Borselen eigenaar van het kasteel. In 1489 schonk hij het aan zijn dochter, Maria van Borselen, toen deze trouwde met Maarten van Polheim.
Einde 16e eeuw woonde ene Jacqueline van Baarland op het kasteel, gehuwd met Rombout van Wachtendonk, welke zich ook weer Van Baarland noemde. Daarna kwam het in handen van de familie Van Groesbeek, door huwelijk met Catharina van Baarland. In de 17e eeuw was er nog sprake van een groot kasteel met ronde hoektorens, doch prenten van latere datum tonen nog slechts een vierkant gebouw.
Midden 18e eeuw werd het – inmiddels vervallen – kasteel gekocht door de familie Lampsins, baronnen van Tobago. Jan Cornelis Lampsins liet het kasteel herstellen. In de napoleontische tijd kwam het aan de familie Bol-Es.

## Sloop en heden
De laatste eigenaren waren Cornelis Adrianus van Bol'es en Jacobus de Backer. Dezen hebben het kasteel, dat al danig in verval was, in 1832 laten slopen. De inventaris van het kasteel bevatte een aantal bijzondere zaken, zoals 17e-eeuwse portretten van de toenmalige eigenaars, de familie Van Kerchem. Deze bevinden zich tegenwoordig in het Rijksmuseum Amsterdam. Wat ter plaatse bleef was een omgracht en ommuurd terrein en een siertuin. De ommuring heeft hoektorentjes. Ook het voormalige 18e-eeuwse koetshuis bleef behouden. Dit gebouw, voorzien van klokgevels, werd omstreeks 1960 omgebouwd tot woonhuis en ook het kasteelterrein werd toen gerestaureerd. Buiten de omgrachting ligt nog een gereconstrueerde kasteeltuin in vroege renaissancestijl.